# Шеннон Елізабет
Ше́ннон Елі́забет Фада́л (англ. Shannon Elizabeth Fadal); нар. 7 вересня 1973, Г'юстон, Техас, США – американська акторка, гравчиня в покер, кінорежисерка та захисниця прав тварин, а також колишня модель, відома як Ше́ннон Елі́забет. Здобула популярність після виходу на екрани молодіжних комедій «Американський пиріг», «Дуже страшне кіно», «Реальна любов», «Джей і мовчазний Боб завдають удару у відповідь». Також відома завдяки ролям у фільмах жахів: «13 привидів», «Перевертні», «Ніч демонів». Після виконання ролі чешки Наді в «Американському пирозі» здобула славу секс-символу.

## Ранні роки
Батько Шеннон – ліванець за походженням, матір – має англійських, ірландських, німецьких прадідів та корені чероків. Народилась в Г'юстоні, штат Техас, виросла у Вейко. В старших класах Шеннон захопилась тенісом і навіть думала про професійну кар'єру. До початку знімання в кіно Шеннон працювала моделлю.

## Кар'єра

### Робота в кіно та моделінг
Шеннон Елізабет знялась у кількох проєктах, зокрема фільмі жахів «Джек Фрост» («Сніговик»), перш ніж потрапила на кастинг комедії «Американський пиріг», що вийшла 1999 року. У фільма були великі касові збори й акторка отримала культовий статус за сцену в спальні головного героя. Далі знялась у кількох голлівудських кінострічках, зокрема «Дуже страшне кіно». Виконала одну із ролей в ситкомі телевізійної мережі UPN. Також знімалась у кількох епізодах «Шоу 70-х».
У серпні 1999 року позувала оголеною для журналу Playboy, в 2000 і 2003 була на сторінках журналу Максім. В червні 2008 була на обкладинці Максім. 
ЇЇ образ і голос є в комп'ютерній відеогрі 2004 року 007: Все або нічого. Акторка була запрошеною зіркою в одному із епізодів телепроєкту NBC Слава Богу ти тут NBC (англ. Thank God You're Here). Була учасницею шостого сезону Танців із зірками в парі з Дереком Гафом. У відеокліпі на пісню Кріса Бравна Next To You Шеннон Елізабет виступає як його подруга.

### Покер

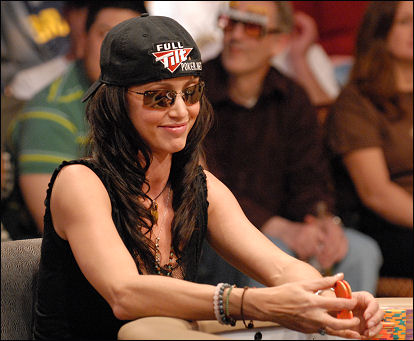
В 2007 році на Національному чемпіонаті з покеру NBC.

Своє захоплення Шеннон Елізабет описує як «другу кар'єру», до того ж акторку вважають «однією з найкращих серед знаменитостей». Вона відвідує Лас-Вегас до трьох разів на місяць, щоби пограти з найкращими гравцями США. У січні 2006 року Шеннон виграла спеціальний турнір з нагоди відкриття нової покер-кімнати в готелі «Сізарс-пелас» (англ. Caesars Palace), при цьому перемігши 83 знаменитості та професійних гравців у боротьбі за 55 000 доларів.

### Благодійність
Шеннон Елізабет разом із своїм колишнім чоловіком Джозефом Девідом Рейтманом створили неприбуткову організацію «Месники за тварин» (англ. Animal Avengers), мета якої — порятунок бездомних тварин, скорочування їхньої кількості, запобігання жорстокого поводження з домашніми тваринами.

## Особисте життя
Шеннон Елізабет мала стосунки з актором Джозефом Рейтманом 10 років і була з ним три роки у шлюбі. Пара розійшлась в березні 2005 року. Шеннон подала на розлучення через три місяці. Зустрічалася з американським продюсером та співаком Расселлом Сіммонсом. У квітні 2008 почала зустрічатися зі своїм партнером по шоу «Танці із зірками» Дереком Гафем.

## Фільмографія
| Рік       |    | Українська назва                                | Оригінальна назва              | Роль                 |
| --------- | -- | ----------------------------------------------- | ------------------------------ | -------------------- |
| 2019      | ф  | Джей та Мовчазний Боб: Перезавантаження         | Jay and Silent Bob Reboot      | Джастіс              |
| 2016      | ф  |                                                 | Swing Away                     | Зої                  |
| 2016      | ф  | Ґіббі                                           | Gibby                          | пані Мартін          |
| 2016      | ф  |                                                 | Marshall's Miracle             | Сінтія Лоусон        |
| 2014      | ф  | Аутсайдер                                       | The Outsider                   | Марґо                |
| 2012      | ф  | Золота зима                                     | Golden Winter                  | Джессіка Річмонд     |
| 2012      | ф  | Американський пиріг: Знову разом                | American Reunion               | Надя                 |
| 2009      | ф  | Ніч демонів                                     | Night of the Demons            | Енджела Фелд         |
| 2005      | ф  | Перевертні                                      | Cursed                         | Беккі Мортон         |
| 2005      | мс | Король гори                                     | King of the Hill               | Кенді (озвучення)    |
| 2003—2005 | с  | Шоу 70-х                                        | That '70s Show                 | Брук                 |
| 2002      | с  | Журнал мод                                      | Just Shoot Me!                 | Карен                |
| 2001      | ф  | Тринадцять привидів                             | Thirteen Ghosts                | Кеті Крітікос        |
| 2001      | ф  | Джей і мовчазний Боб завдають удару у відповідь | Jay and Silent Bob Strike Back | Джастіс              |
| 2001      | ф  | Американський пиріг 2                           | American Pie 2                 | Надя                 |
| 2001      | ф  | Березневі коти (фільм)                          | Tomcats                        | офіцер Наталі Паркер |
| 2000      | ф  | Дуже страшне кіно                               | Scary Movie                    | Баффі Гілмор         |
| 1999      | ф  | Американський пиріг                             | American Pie                   | Надя                 |